# 桐生市立境野中学校
桐生市立境野中学校（きりゅうしりつ さかいのちゅうがっこう）は、群馬県桐生市境野町六丁目にある公立中学校。
男子のバスケットボールは1982年の全国中学校バスケットボール大会で優勝した。

## 歴史
2020年9月22日、硝酸アンモニウムを積載したトラックで襲撃する旨の犯行予告がされた。これを受け当日は臨時休校となった。

## 生徒会・専門委員会
本部役員会
次の役職が置かれている。（人数）
- 生徒会長（1）
- 副会長（1）
- 書記（2）
- 会計（2）
- 広報（2）

毎年度10月上旬の選挙で改選される。生徒会長は2年生から選ばれる。
生徒総会
毎年度前期（5月）、後期（10月）に各1回行われる。議長・司会・書記が各1人置かれる。司会は本部役員会から会内から選ばれ、議長は一般生徒から希望者を募集し、代議員会で承認された生徒が会冒頭の採決によって就任する。書記については議長が指名する。本部役員の就任・解任式も行われる。
代議員会
本部役員・学級委員・各委員長・各部長・旧本部役員が参加する評議会。定会は毎月第2火曜日となっている。総会に次ぐ議決機関で、議長・司会・書記・ホワイトボード書記が各1人置かれる。司会・書記・ホワイトボード書記は本部役員から選ばれ、議長は前後期最初の会で選ばれる。
専門委員会
- 1年学級委員会
- 2年学級委員会
- 3年学級委員会
- 生活委員会
- 保健委員会
- 清掃美化委員会
- 図書委員会
- 新聞委員会
- 放送委員会
- 体育委員会
- 安全委員会
- 給食委員会
- JRC委員会
- 環境委員会

各委員は各年度の前期（4〜9月）、後期（10〜3月）に改選。新聞委員のみ前後期通年。学級委員会は学年ごとに独立して活動を行う。各委員会には委員長・副委員長・書記が置かれ、委員長については前期は3年生、後期は2年生から選ばれる。環境委員会は平成20年度後期生徒総会で新たに置かれた。

## 部活動
- 運動部
  - 水泳部
  - 陸上部
  - 野球部
  - サッカー部
  - バドミントン部（男・女）
  - ソフトテニス部（男・女）
  - バレーボール部
  - 剣道部
  - バスケットボール部（男・女）
- 学芸部
  - 吹奏楽部
  - 美術部

各部には部長が1人置かれ、任期は8〜7月の1年間。4月に部活動紹介、仮入部期間がある。運動部は毎年7月に行われる総合体育大会に出場し、同じく毎年7月上旬に壮行会が行われる。最も新しい部活は水泳部で、平成20年度から置かれた。

## 所在地
- 群馬県桐生市境野町六丁目1673番地

## 学区
- 境野町1丁目〜7丁目[3]

## 学校周辺
- 桐生市立境野小学校
- 渡良瀬川
- 群馬県道・栃木県道67号桐生岩舟線